# Joe Dante
Pour les articles homonymes, voir Dante (homonymie).
Joseph James Dante dit Joe Dante, né le 28 novembre 1946 à Morristown (New Jersey), est un réalisateur américain, scénariste, producteur et critique de cinéma.
Il appartient à la génération des réalisateurs américains formés à la New World Pictures, studio créé par Roger Corman en 1970. Il se fait remarquer avec Piranhas en 1978 et Hurlements en 1981, des films d'horreur au ton parodique ou tragique, avant de connaître la consécration populaire avec Gremlins (1984). Ses films suivants ont moins de succès sur le plan commercial et il est progressivement mis à l'écart par les studios de Hollywood, en raison de son originalité et de son ton irrévérencieux. Il tourne par la suite quelques films indépendants mais se consacre surtout à la télévision.

## Biographie

### Jeunesse et formation
Fils d'un golfeur professionnel, Joe Dante commence sa vie de cinéphile dès 1952 avec Blanche-Neige et les Sept Nains puis l'année suivante avec Le Météore de la nuit, film qui le marque profondément. Mais ce n'est qu'après avoir vaincu une poliomyélite et avoir passé un an à l'hôpital (1954) qu'il s'adonne avec boulimie aux films d'horreur et aux bandes dessinées (dans M.A.D., ou Oncle Picsou créé par Carl Barks).
À partir de 1962, il collabore à la revue Castle of Frankenstein. En 1966, il met un terme à cette collaboration et crée The Movie Orgy (montage alterné de plusieurs films de genre comme s'il s'agissait d'un seul. Une orgie movie se déroule la nuit et dure environ 7 heures. Dante fait évoluer son montage pendant les dix ans durant lesquels il présente The Movie Orgy.
En 1968, il sort du Philadelphia College of Art diplômé en cinéma et trouve du travail comme chroniqueur au Film Bulletin à Philadelphie. Il y travaille jusqu'en 1974.

### Les débuts
En 1974, Joe Dante s'installe à Los Angeles et commence sa carrière chez New World Pictures où il monte des films et surtout des bandes-annonces en tandem avec Allan Arkush. Avec celui-ci, il réalise en 1975 son premier film, Hollywood Boulevard, pour Roger Corman, qui lui donne 50 000 $ pour réaliser le film quand il apprend que Dante veut devenir metteur en scène.
En 1977, Roger Corman lui propose Piranhas. Il tourne le film en 1978 en un mois avec des moyens dérisoires. Le film rencontre son public et devient l'un des plus gros succès de New World. La carrière de Joe Dante est lancée et en 1979, il quitte New World Pictures.

### La consécration
Après avoir abandonné plusieurs projets de films de monstres marins dont Orca 2 sur lequel il travailla un long moment, Joe Dante commence en 1979 à travailler sur un film de loup-garou : Hurlements. Sorti en 1981, le film est bien accueilli en France puis aux États-Unis.
Remarqué par Steven Spielberg, celui-ci lui confie la mise en scène d'un des sketch du film La Quatrième Dimension (1983).
La liberté de ton de Joe Dante plaît à Steven Spielberg qui lui propose de réaliser le film Gremlins d'après un scénario écrit par Chris Columbus. Durant la post-production du film,  Warner Bros. trouve le film trop sombre mais Joe Dante, soutenu par Steven Spielberg, réussit à imposer sa vision du film. Sorti aux États-Unis le 8 juin 1984, Gremlins est très rapidement un immense succès doublé d'un phénomène de société. Joe Dante devient alors un cinéaste convoité par les studios.

### Les années 1980
Paramount propose à Joe Dante de réaliser Explorers, un film fantastique avec trois jeunes acteurs dont River Phoenix, mais le studio presse encore une fois Joe Dante de terminer le film pour le sortir comme le gros spectacle de l'été. Joe Dante s'exécute et le film terminé est distribué à la hâte. À sa sortie, le film est un échec commercial, une version longue est par la suite remontée ou plusieurs scènes sont supprimés et d'autres sont rajoutés avec aussi une nouvelle bande son.
Un an après, en 1987, Joe Dante retourne à ses premiers amours et réalise l'un des sketches du film Amazon Women on the Moon. Il réalise aussi un autre film pour Steven Spielberg inspiré du film Le Voyage Fantastique de Richard Fleisher, le film L'Aventure intérieure, comédie noire déguisée en film d'action selon Dante, reçoit d'excellentes critiques, mais le succès en salles est modeste.
Joe Dante décide alors de passer vers un cinéma plus adulte. Produit par Ron Howard, Il offre à Tom Hanks son premier rôle plus dramatique, en compagnie de Bruce Dern et Carrie Fisher pour le film Les Banlieusards. Mais le film n'obtient qu'un succès mitigé.
L'année suivante, Joe Dante accepte la proposition de Warner Bros de réaliser une suite à son plus grand succès : Gremlins 2 : La Nouvelle Génération. Le cinéaste s'investit dans le projet et se l'approprie. Le film sort le 15 juin 1990 avec un montage ressemblant à ce qu'il avait voulu faire. Cependant Gremlins 2, trop sombre pour l'époque, est un nouvel échec au box-office. Dante considère cette critique des excès du capitalisme comme son « film hollywoodien le plus personnel ».

### Les années 1990
En 1993, Joe Dante réalise un projet personnel, Panic sur Florida Beach, hommage aux films de série B de sa jeunesse. Le film reçoit de très bonnes critiques.
En 1994, il tente de réaliser un film inspiré de la saga La Momie de Universal mais le projet n'aboutit pas. En 1995, il propose plusieurs projets différents dont Termite Terrace à Warner Bros mais le studio préfère produire Space Jam en s'appropriant l'idée de Joe Dante. En 1996, il doit réaliser le film adapté de la BD culte, Le Fantôme du Bengale, mais après un désaccord avec Paramount, il décide de rester seulement producteur.
En 1997, il se voit ainsi offrir la possibilité de revenir au premier plan  Spielberg qui a fondé sa société Dreamworks et lui propose la réalisation du film Small Soldiers. Joe Dante n'arrive pas à imposer sa vision trop sombre sur Small Soldiers qui n'est qu'un film pour vendre des jouets. Le film sort le 10 juillet 1998 et c'est un échec critique malgré un relatif succès commercial.
Après son projet abandonné de Termitte Terrace, Warner Bros le rappelle pour réaliser une nouvelle transposition, après Space Jam,  mêlant prises de vue réelles et cartoon du classique du dessin animé des Looney Tunes. Joe Dante, qui a déjà collaboré avec le créateur Chuck Jones sur Gremlins, accepte. En 2003 sort Les Looney Tunes passent à l'action. Le film est un sérieux échec commercial et obtient des critiques mitigées.

### Les années 2000

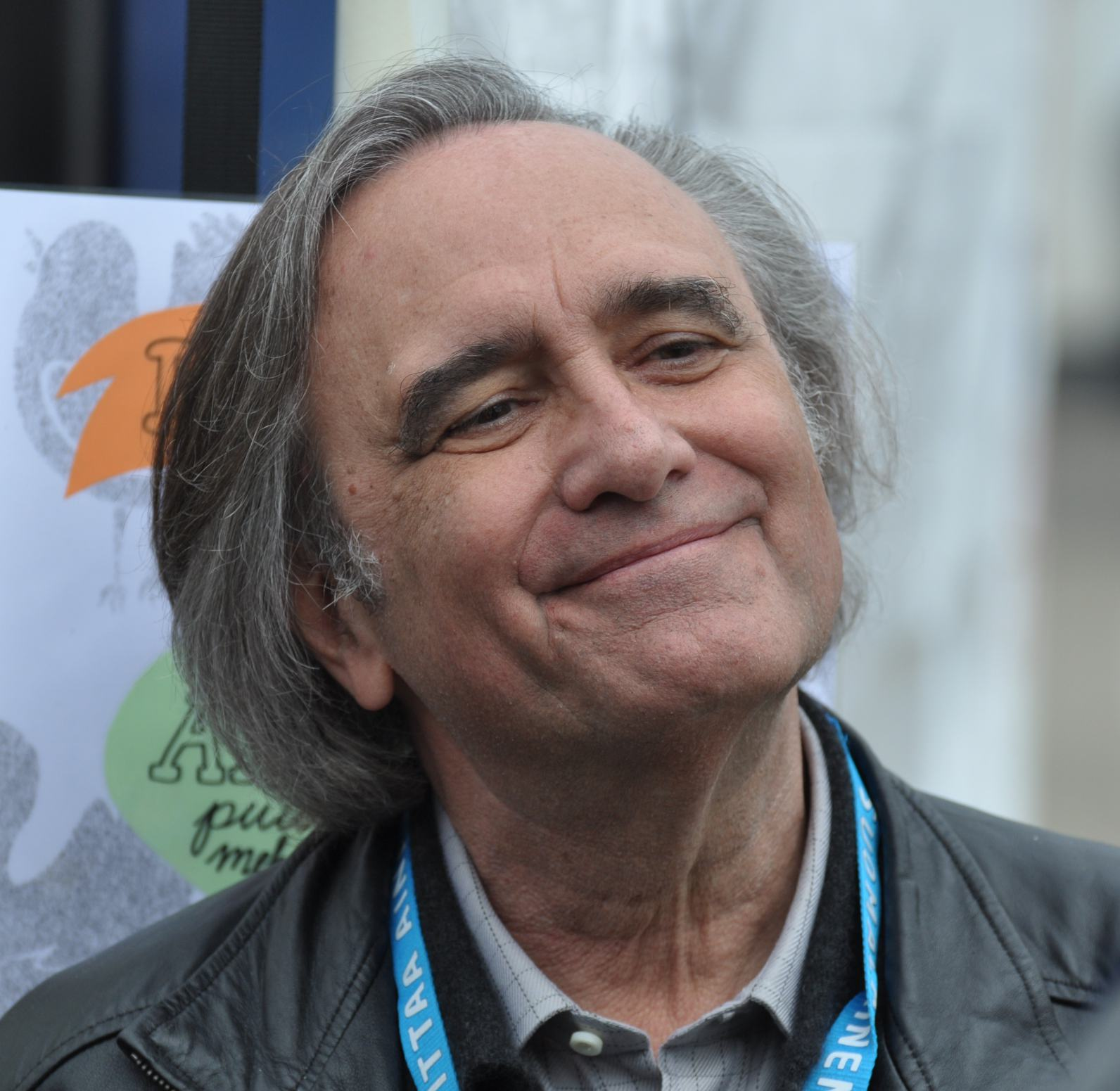
Le cinéaste au Midnight Sun Film Festival 2012, en Finlande.

En 2005, Joe Dante réalise deux épisodes de la série Masters of Horror. En 2007, Joe Dante réalise un épisode d'Halloween de la série Les Experts : Manhattan dont l'action se déroule dans une maison hantée.
En 2009, Joe Dante dévoile deux projets : d'abord la mini-série horrifique à petit budget produite par Roger Corman pour Netflix, Splatter, dont il réalise les 10 épisodes. Puis surtout son douzième long-métrage, The Hole. Film d'horreur à concept, précurseur en 3D, porté par une débutante Haley Bennett, et avec une participation de Guillermo del Toro au scénario, le film est présenté au Festival International du Film de Toronto, puis au Festival de Cannes en 2010. Les critiques sont majoritairement favorables mais le film ne sort qu'en DVD en France.

### Les années 2010
En 2011, il annonce lors de sa visite en France au Festival International du Film d'Amiens qu'il est en train de chercher des financements en Europe pour un nouveau projet de loup-garou et vampires intitulé alors Monster Love. Le projet n'aboutit pas.
En 2012, Joe Dante s'investit ensuite dans des séries policières classiques : MacGyver et surtout Hawaii Five-O, dont il réalise 10 épisodes.
En 2013, il participe au développement d'un des segments du film Fear Paris réalisé en collaboration avec Paco Plaza, Christopher Smith et Christian Alvar. Une nouvelle fois, le projet n'aboutit pas.
En 2014, Joe Dante présente au Festival de Venise, son nouveau film, Burying the Ex, l'histoire d'un jeune homme qui voit son ex revenir d'entre les morts.

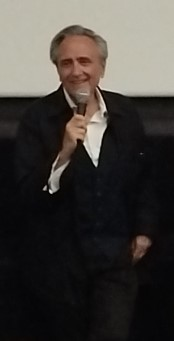
Joe Dante présentant son film Hurlements en version restaurée au cinéma Grand Action, en juin 2022.

En 2015, Joe Dante met en scène deux épisodes de la série fantastique Witches of East End, deux épisodes de Salem (2015-2016) et un épisode de la série de super-héros DC : Legends of Tomorrow.
En 2016, on apprend qu'il souhaite réaliser un thriller surnaturel nommé Labirintus, qui aura pour décor les catacombes du Palais de Budavár, château historique des rois de Hongrie. L'intrigue se focalisera sur les péripéties d'un enquêteur spécialiste des phénomènes paranormaux et d'un chercheur en psychiatrie qui s'associent pour explorer une installation souterraine soviétique abandonnée, dissimulée dans le labyrinthe du château alors que des forces surnaturelles vont venir perturber leurs investigations et semer le trouble. Les comédiens américains Mark Webber, Rachel Hurd-Wood et le français Lorànt Deutsch sont attendus à l'affiche de ce film.
Une rétrospective lui est consacrée à la Cinémathèque française en 2017.
En 2018, il participe à l'anthologie horrifique Nightmare Cinema, aux côtés de Mick Garris, Ryūhei Kitamura, David Slade et Alejandro Brugués. Le film est présenté en avant-première mondiale au festival Fantasia.
En juillet 2019, Joe Dante s'exprime sur les plateformes type Netflix : « Le débat autour de Netflix est crucial en raison du fait que la plupart du temps, ils ne projettent pas les films en salles, empêchant de ce fait le spectateur de faire cette expérience. (...) Maintenant, vous appuyez sur un bouton, et voilà. Les gens considèrent cela comme acquis. Ce sera toujours là et je peux le regarder quand je veux ».
En 2022, son cinquième long-métrage Hurlements ressort en version restaurée.

## Filmographie

### Longs métrages
- 1966 : The Movie Orgy, coréalisé avec Jon Davison (film d'études expérimental)
- 1976 : Hollywood Boulevard (coréalisé avec Allan Arkush)
- 1978 : Piranhas (Piranha)
- 1979 : Le Lycée des cancres (Rock 'n' Roll High School) d'Allan Arkush (non crédité - également coauteur de l'histoire originale)
- 1981 : Hurlements (The Howling)
- 1984 : Gremlins
- 1985 : Explorers
- 1987 : L'Aventure intérieure (Innerspace)
- 1989 : Les Banlieusards (The Burbs)
- 1990 : Gremlins 2 : La Nouvelle Génération (Gremlins 2: The New Batch)
- 1993 : Panic sur Florida Beach (Matinee)
- 1998 : Small Soldiers
- 2003 : Les Looney Tunes passent à l'action (Looney Tunes: Back in Action)
- 2009 : The Hole
- 2014 : Burying the Ex

### Téléfilms
- 1994 : Runaway Daughters
- 1998 : The Warlord: Battle for the Galaxy (en)
- 1998 : The Second Civil War

### Courts métrages
- 1983 : La Quatrième Dimension (Twilight Zone: the Movie), troisième segment
- 1987 : Cheeseburger film sandwich (Amazon Women on the Moon), 5 segments
- 2006 : Trapped Ashes, segment Wraparound
- 2016 : Fear Paris, segment (film jamais sorti)
- 2018 : Nightmare Cinema, second segment Mirare

### Épisodes de séries
- Police Squad (1982), 2 épisodes
- L'Ombre de la nuit, 1 épisode de The Twilight Zone (La Cinquième Dimension) (1985) : Shadow man
- Histoires fantastiques (1985-1986), 2 épisodes
- Marshall et Simon (1991-1992), 5 épisodes
- Picture Windows (1995), 1 épisode
- Masters of Horror saison 1, épisode 6 : Vote ou crève (2005), 1 épisode
- Masters of Horror saison 2, épisode 7, The Screwfly Solution - La Guerre des sexes (2006), 1 épisode
- Les Experts : Manhattan saison 4, épisode 6, Boo  (2007), 1 épisode
- Hawaii Five-0 (2011-2017), 10 épisodes au total
- Salem saison 2, épisode 7 (2015) et saison 3, épisode 4 (2016), 2 épisodes

### Participations, projets avortés
- Lâchez les bolides (Grand Theft Auto) (1977) de Ron Howard, montage
- I Never Promised You a Rose Garden (1977), réalisation additionnelle
- Orca II (1978-1979), projet
- Jaws 3/People 0 (1979), projet
- Philadelphia Experiment, (1981), projet abandonné par Joe Dante et réalisé par Stewart Raffill (1984)
- Little Man Tate (1987-1988), projet
- Termites Terrace (1990-1993), projet de biopic de Chuck Jones refusé par Warner Bros.
- The Mummy (1992-1994), projet refusé par Warner Bros.
- Le Fantôme du Bengale (1994), projet refusé par Paramount Pictures mais réalisé par Simon Wincer (1996)
- Cat & Mouse (1994-1995), projet abandonné par TriStar

## Distinctions
- Hurlements, Prix de la Critique du Festival international du film fantastique d'Avoriaz en 1981.
- Saturn Award du meilleur réalisateur pour Gremlins en 1985
- Saturn Award du meilleur réalisateur pour L'Aventure intérieure en 1988
- En 2011, le Festival international du film d'Amiens lui consacre un hommage et une carte blanche. Il y reçoit la Licorne d'Or pour l'ensemble de son œuvre des mains de Bertrand Tavernier.

## Hommages
- En 1999, le Festival international du film de Locarno lui consacre la première rétrospective complète de ses films.
- Joe Dante est un des deux invités d'honneur (l'autre étant Wes Anderson) de l'édition 2017 du festival "Toute la mémoire du monde" organisé par la Cinémathèque française, qui a lieu du 1er au 5 mars. En prolongement, elle enchaîne sur une rétrospective jusqu'à la fin du mois.

### Documentaire
- Régis Dubois, Violence, sexe, drogue et rock'n'roll : un voyage avec Joe Dante à travers le cinéma d'exploitation - Cinéfilms13, 50 minutes, 2013.